# Transfer
Transfer è un cortometraggio del 1966  scritto, diretto e montato da David Cronenberg. Ne prendono parte, come attori, Mort Ritts e Rafe Macpherson, per una durata complessiva di 7 minuti.
Nel libro Cronenberg on Cronenberg, Cronenberg riassume Transfer come segue:
Transfer, il mio primo film, è una scena surreale con protagonisti due persone - uno psichiatra ed il suo paziente - seduti ad un tavolo, nel bel mezzo di un campo ricoperto di neve. Lo psichiatra è perseguitato dal suo primo paziente. L'unica relazione che il paziente abbia mai avuto, infatti, è stata con esso. Il paziente si lamenta poiché sovente ha cercato di rallegrare ed addirittura di far preoccupare il medico, ma nonostante tutto quest'ultimo continua a non apprezzarlo.